# لورين ويلكينسون (كاتبة)
لورين ويلكينسون (بالإنجليزية: Lauren Wilkinson)‏ (مواليد 1984)، هي كاتبة روائية أمريكية. نشات ويلكنسون في مدينة نيويورك. درست في جامعة كولومبيا بنيويورك.

## من مؤلفاتها
- رواية «الجاسوس الأمريكي» "American Spy" صدرت عام 2019. (تدور أحداث الرواية أحداث حقيقية لجاسوس أمريكي تم تجنيده في فترة الحرب الباردة من قبل ضابطة المخابرات الأمريكية ماري ميتشل وذلك لإغواء زوجة توماس سانكارا الزعيم الثوري ذي التوجهات الشيوعية لبوركينا فاسو، والذي كان يلقب نفسه باسم «جيفارا أفريقيا» بهدف كشف أكبر قدر من المعلومات والإيقاع بالرئيس الأفريقي لتحدث العديد من المفاجئات الحقيقية.[1]